# Святиловичська сільрада
Святиловичська сільрада або Святиловичська сільська рада (біл. Свяцілавіцкі сельсавет, рос. Светиловичский сельсовет) — сільська рада на території Вєтківського району Гомельської області Республіки Білорусь. Адміністративний центр — агромістечко Святиловичі.

## Історія
- Від 8 грудня 1926 р. до 1992 р. — центр Хізово-Гарустівської сільради (до періоду відселення жителів після аварії на ЧАЕС)[1].
- Від 1927 р. — центр Хізовської сільради Святиловичського району Гомельської області БРСР.
- По аварії на Чорнобильській АЕС 26 квітня 1986 р. Святиловичі опинилися на межі зони високого радіаційного забруднення.
- У 2004 р. забруднення ґрунту цезієм-137 становила 19,38 Кі/км², стронцієм-90 — 0,43 Кі/км².

## Склад
Святиловичська сільрада включає в себе 37 населених пунктів:
- Акшинка — село.
- Бикавєц — село.
- Габравка — село.
- Гарусти — село.
- Глухавка — село.
- Гута — село.
- Жалєзнікі — село.
- Залужжа — селище.
- Зарєчча — селище.
- Камилін — селище.
- Малінавка — селище.
- Навілавка — село.
- Нєстєравка — село.
- Нінель — селище.
- Новоіванавка — село.
- Новий Малкав — село.
- Някрасава — село.
- Падлогі — селище.
- Падлужжа — селище.
- Пєтраполлє — село.
- Рашучи — селище.
- Рудня-Гулєва — село.
- Рудня-Шлягіна — село.
- Риславль — село.
- Речкі — село.
- Святиловичі — агромістечко.
- Сімонавка — село.
- Скачак — село.
- Старий Малкав — село.
- Старі Грамикі — село.
- Сялицька — село.
- Усохі — селище.
- Ухова — село.
- Фьодаравка — село.
- Хізи — село.
- Чамерня — селище.
- Непераможни — селище.
- Першамайський — селище.
- Пралетарський — селище.